# John Blundell Maple
Pour les articles homonymes, voir Blundell et Maple (homonymie).
John Blundell Maple (né le 1er mars 1845 à Londres et mort le 24 novembre 1903) est un homme d'affaires anglais, magnat de l'ameublement et propriétaire de la compagnie Maple & Co. Il fut aussi député et éleveur de chevaux.

## Biographie
Son père, John Maple, tenait un petit magasin d'ameublement à Londres à Tottenham Court Road. Son affaire commence à se développer, lorsque son fils y entre. John Jr. venait de terminer le King's College de Londres. Il prend les rênes de l'affaire et la développe considérablement. Elle devient une société de capitaux à responsabilité limitée avec un capital de deux millions de livres en 1890, avec Maple comme président.
Il entre au Parlement du Royaume-Uni en tant que député du parti conservateur de Dulwich en 1887, mandat qu'il assure jusqu'à sa mort en 1903. Il est anobli en 1892, puis reçoit le titre de baronet en 1897. Il est le promoteur immobilier à Londres du palace Great Central Hotel (devenu aujourd'hui le cinq étoiles The Landmark Hotel), près de la gare de Marylebone, qui ouvre en 1899. Au parlement, il parraine les projets de loi de 1891 et 1893 qui donnent des billets de train à tarifs réduits pour les ouvriers et petits employés, ce qui favorise les nombreux employés de sa circonscription qui prennent tous les jours le train pour aller travailler à la City.
Il était propriétaire des haras de Childwick Bury dans le Hertfordshire, grand élevage de purs-sangs qu'il avait fait installer dans son domaine. Au début, il se fait connaître sous le nom de « Mr. Childwick » et gagne à partir de 1885 un grand nombre de courses importantes, dont deux des British Classics (course de plat). Maple fut aussi bienfaiteur d'œuvres de charité. Il finança un hôpital et un terrain de sport à St Albans, près de sa résidence, Childwick Bury Manor, et fit reconstruire pour un coût de plus de cinquante mille livres l'hôpital londonien University College Hospital.
Sir John Maple laisse une fortune colossale de £2,153,000 à sa mort en 1903.
Maple était l'époux d'Emily Harriet Merryweather dont il a une fille unique.

## Source de la traduction
- (en) Cet article est partiellement ou en totalité issu de l’article de Wikipédia en anglais intitulé « John Blundell Maple » (voir la liste des auteurs).